# Kunszentmiklós
Kunszentmiklós este un oraș în districtul Kunszentmiklós, județul Bács-Kiskun, Ungaria, având o populație de 8.558 de locuitori (2011). 

## Demografie
Componența etnică a orașului Kunszentmiklós
     Maghiari (93,7%)
     Romi (4,96%)
     Necunoscut (0,62%)
     Alții (0,72%)
Componența confesională a orașului Kunszentmiklós
     Reformați (30,64%)
     Romano-catolici (29,67%)
     Fără religie (12,71%)
     Necunoscută (25,7%)
     Alte religii (4,28%)
Conform recensământului din 2011, orașul Kunszentmiklós avea 8.558 de locuitori. Din punct de vedere etnic, majoritatea locuitorilor (93,7%) erau maghiari, cu o minoritate de romi (4,96%). Apartenența etnică nu este cunoscută în cazul a 0,62% din locuitori. Nu există o religie majoritară, locuitorii fiind reformați (30,64%), romano-catolici (29,67%) și persoane fără religie (12,71%). Pentru 25,7% din locuitori nu este cunoscută apartenența confesională.